# Liste der Biografien/Martin, T
Liste der Biografien |
Portal Biografien |
T Personensuche
# |
A |
B |
C |
D |
E |
F |
G |
H |
I |
J |
K |
L |
M |
N |
O |
P |
Q |
R |
S |
T |
U |
V |
W |
X |
Y |
Z |
?
 
Ma |
Mb |
Mc |
Md |
Me |
Mf |
Mg |
Mh |
Mi |
Mj |
Mk |
Ml |
Mm |
Mn |
Mo |
Mp |
Mq |
Mr |
Ms |
Mt |
Mu |
Mv |
Mw |
Mx |
My |
Mz
 
Maa |
Mab |
Mac |
Mad |
Mae |
Maf |
Mag |
Mah |
Mai |
Maj |
Mak |
Mal |
Mam |
Man |
Mao |
Map |
Maq |
Mar |
Mas |
Mat |
Mau |
Mav |
Maw |
Max |
May |
Maz
 
Mara |
Marb |
Marc |
Mard |
Mare |
Marf |
Marg |
Marh |
Mari |
Marj |
Mark |
Marl |
Marm |
Marn |
Maro |
Marp |
Marq |
Marr |
Mars |
Mart |
Maru |
Marv |
Marw |
Marx |
Mary |
Marz
 
Marta |
Marte |
Marth |
Marti |
Martj |
Martl |
Martm |
Martn |
Marto |
Martr |
Marts |
Martt |
Martu |
Martw |
Marty |
Martz
 
Martia |
Martic |
Martie |
Martig |
Martik |
Martil |
Martim |
Martin |
Martir |
Martis |
Martit |
Martiu |
Martiv
 
Martin, A |
Martin, B |
Martin, C |
Martin, D |
Martin, E |
Martin, F |
Martin, G |
Martin, H |
Martin, I |
Martin, J |
Martin, K |
Martin, L |
Martin, M |
Martin, N |
Martin, O |
Martin, P |
Martin, Q |
Martin, R |
Martin, S |
Martin, T |
Martin, U |
Martin, V |
Martin, W |
Martin, Z |
Martina |
Martinb |
Martinc |
Martind |
Martine |
Marting |
Martinh |
Martini |
Martinj |
Martink |
Martino |
Martinp |
Martins |
Martinu |
Martiny |
Martinz
Die Liste der Biografien führt alle Personen auf, die in der deutschsprachigen Wikipedia einen Artikel haben. Dieses ist eine Teilliste mit 26 Einträgen von Personen, deren Namen mit den Buchstaben „Martin, T“ beginnt.

## Martin, T
- Martin, T. J. (* 1979), US-amerikanischer Filmemacher

### Martin, Te
- Martin, Teddy (1922–2019), französischer Jazzmusiker (Schlagzeug, Geige)

### Martin, Th
- Martin, Theodor (1839–1906), deutscher Priester der römisch-katholischen Kirche
- Martin, Theodore (1816–1909), britischer Schriftsteller und Übersetzer
- Martin, Theodore D. (* 1960), US-amerikanischer Offizier, Generalleutnant der US-Army
- Martin, Thomas (* 1958), deutscher Fußballspieler
- Martin, Thomas (* 1960), deutscher Paläontologe
- Martin, Thomas (* 1966), deutscher Koch
- Martin, Thomas Balou (* 1962), deutscher Schauspieler
- Martin, Thomas E. (1893–1971), US-amerikanischer Politiker
- Martin, Thomas S. (1847–1919), US-amerikanischer Politiker

### Martin, Ti
- Martin, Till (* 1968), deutscher Jazzmusiker (Saxophone, Bassklarinette, Komposition)
- Martin, Timothy (* 2001), belgisch-luxemburgischer Fußballspieler

### Martin, To
- Martin, Todd (* 1970), US-amerikanischer Tennisspieler
- Martín, Tomás (* 1970), spanischer Schauspieler
- Martin, Tony (1913–2012), US-amerikanischer Sänger und Schauspieler
- Martin, Tony (1942–2013), US-amerikanischer Historiker
- Martin, Tony (* 1953), australischer Schauspieler
- Martin, Tony (* 1957), britischer Rock-SängerTony Martin (* 1957)

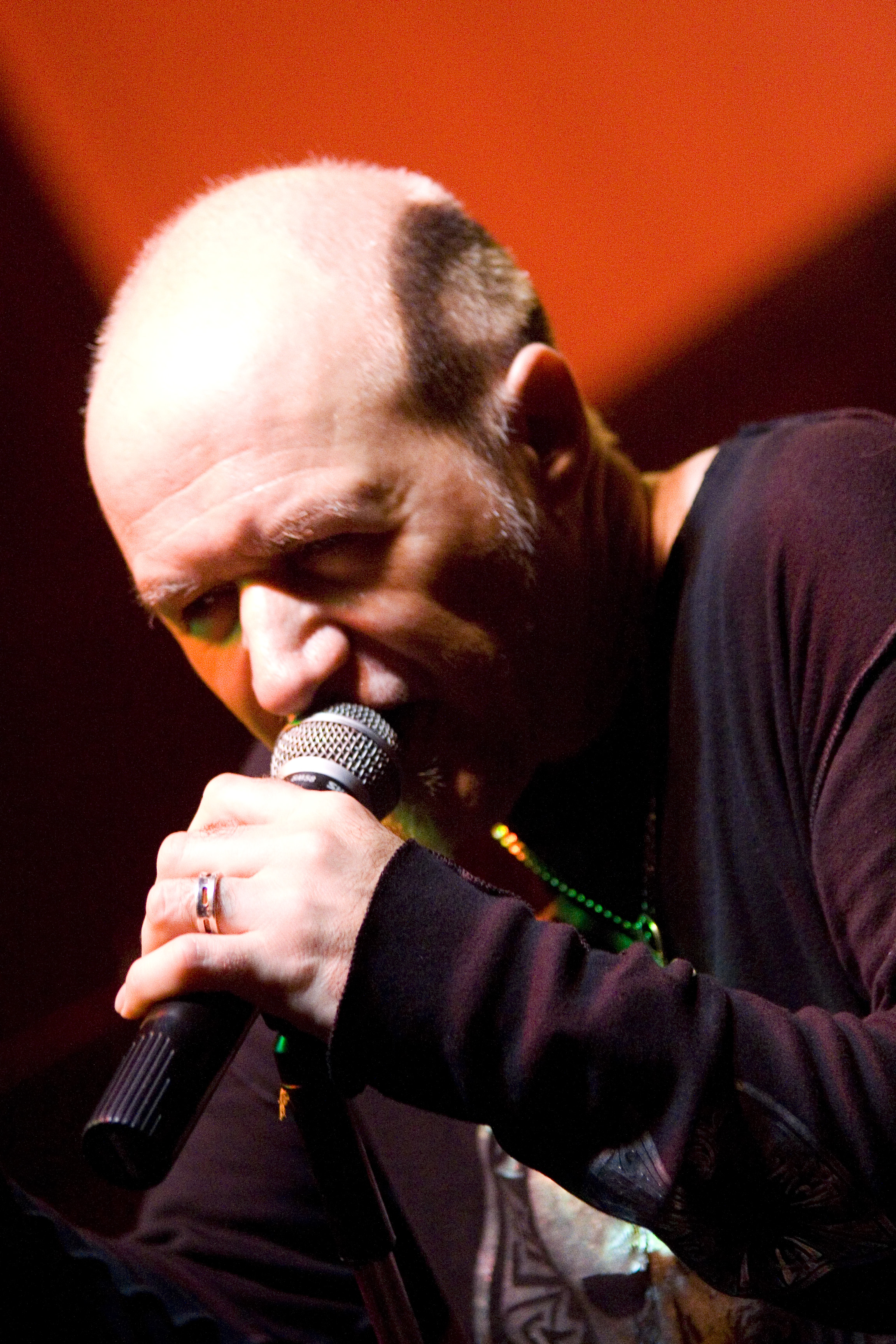
Tony Martin (* 1957)

- Martin, Tony (* 1964), neuseeländischer Schauspieler, Komiker, Regisseur und Drehbuchautor
- Martin, Tony (* 1965), US-amerikanischer American-Football-Spieler
- Martin, Tony (* 1985), deutscher Radrennfahrer
- Martin, Torrell (* 1985), US-amerikanischer Basketballspieler

### Martin, Tr
- Martin, Tracey (* 1964), neuseeländische Politikerin der Partei New Zealand First
- Martin, Trade (* 1942), US-amerikanischer Sänger, Gitarrist, Songwriter und Arrangeur
- Martin, Trayvon (1995–2012), US-amerikanischer Jugendlicher, Todesopfer